# Stowarzyszenie Emitentów Giełdowych
Stowarzyszenie Emitentów Giełdowych (SEG) – organizacja ekspercka dbająca o rozwój polskiego rynku kapitałowego oraz reprezentująca interesy spółek notowanych na Giełdzie Papierów Wartościowych w Warszawie.

## Cele Stowarzyszenia
Stowarzyszenie służy środowisku emitentów wiedzą i doradztwem w zakresie regulacji rynku giełdowego oraz praw i powinności uczestniczących w nim spółek. SEG zmierza do szerzenia i wymiany wiedzy umożliwiającej rozwój rynku kapitałowego i nowoczesnej gospodarki rynkowej w Polsce. Stowarzyszenie istnieje od 1993 roku, oferując pomoc i konsultacje dla spółek członkowskich w zakresie wymogów prawnych, regulacji rynku, relacji inwestorskich. Od czerwca 2011 pracami SEG kieruje prezes dr Mirosław Kachniewski.
Stowarzyszenie podejmuje prace na rzecz rozwoju rynku kapitałowego, głównie za pomocą działań regulacyjnych i edukacyjnych. Działania regulacyjne obejmują inicjowanie zmian prawnych oraz uczestniczenie w procesie legislacyjnym aktów prawnych dotyczących rynku kapitałowego. Dzięki temu możliwa jest dbałość o jakość regulacji, tak aby powstające przepisy w jak największym stopniu przyczyniały się do dalszego rozwoju rynku. W przypadku, kiedy obowiązujące regulacje nastręczają trudności interpretacyjnych, Stowarzyszenie podejmuje stosowne działania: wydaje rekomendacje (jak w przypadku nowych regulacji WZA), uzyskuje opinie właściwych organów (jak w przypadku regulacji dotyczących Komitetów Audytu) oraz uzyskuje opinie renomowanych kancelarii prawnych (praktycznie we wszystkich kwestiach dotyczących ogółu notowanych spółek). Ponadto SEG służy członkom wiedzą i doświadczeniem (także w ramach indywidualnych konsultacji) w sprawach związanych z notowaniem spółek na GPW.
Wdrożenie działań regulacyjnych odbywa się poprzez organizację seminariów i konferencji służących pogłębianiu wiedzy z zakresu relacji inwestorskich, ustawowych obowiązków informacyjnych, aspektów prawnych (nowelizacje aktów prawnych) czy też finansowych (zmiany w rachunkowości). W działalności szkoleniowej Stowarzyszenia udział bierze rocznie ok. 1500 uczestników podczas kilkunastu spotkań, jak również poprzez transmisję w czasie rzeczywistym. Jako promotor nowoczesnych rozwiązań SEG rekomenduje wykorzystanie komunikacji elektronicznej w rozwoju relacji inwestorskich oraz kontaktów z inwestorami. Wyrazem działań ukierunkowanych na poprawę procesu komunikowania się spółki z otoczeniem jest tworzenie repozytorium korporacyjnych plików video oraz zaangażowanie w publikację czatów giełdowych wykorzystywanych przez emitentów. Natomiast organizowany przez SEG Konkurs Złota Strona Emitenta ma istotny wpływ na rozwój relacji inwestorskich. Kryteria Konkursu określają kierunek modyfikacji zakresu merytorycznego stron wpływając na poprawę jakości witryn korporacyjnych.

## Działania
W czerwcu 2011 SEG skupił ponad 250 spółek notowanych na warszawskiej Giełdzie Papierów Wartościowych oraz alternatywnym rynku NewConnect, reprezentujących ponad 85 proc. kapitalizacji emitentów krajowych
SEG jest członkiem organizacji EuropeanIssuers (wcześniej: Europejskiego Stowarzyszenia Spółek Notowanych – EALIC). Mirosław Kachniewski, prezes SEG wchodzi w skład Zarządu EuropeanIssuers. Przedstawiciel SEG jest również stałym członkiem Komitetu Prawnego (Legal Committee) EuropeanIssuers, gdzie opiniowane są projekty aktów prawnych przygotowywanych na forum Unii Europejskiej.
W okresie marzec 2006 – maj 2011 funkcję Prezesa Stowarzyszenia Emitentów Giełdowych sprawowała Beata Stelmach (od 2011 wiceminister spraw zagranicznych w rządzie Donalda Tuska.)

### Złota Strona Emitenta
Złota Strona Emitenta jest konkursem otwartym organizowanym od 2007 roku. Ideą konkursu jest zachęcenie spółek giełdowych do rywalizacji w dziedzinie internetowej komunikacji z inwestorami oraz jednocześnie wskazanie najlepszych standardów takiej komunikacji. Dzięki konkursowi emitenci mogą łatwo zidentyfikować najważniejsze niedostatki ich stron internetowych.
Konkurs składa się z III etapów. W ocenie w I etapie podlegają co roku strony wszystkich spółek notowanych na Giełdzie Papierów Wartościowych w Warszawie (w tym na rynku NewConnect). W ramach I etapu konkursu wybierane są spółki mające najbogatszą zawartość informacji na stronie i równocześnie najszybciej odpowiadających na pytanie fikcyjnego inwestora. Do etapu II przechodzi po 10 spółek z każdej z przewidzianych kategorii konkursowych. Następnie wieloosobowe jury złożone ze specjalistów z różnych dziedzin wybiera po 3 spółki z każdej kategorii (II etap). Ostatecznie wyboru laureata dokonuje Kapituła konkursu (III etap). Od 2007, łącznie w 4 edycjach konkursu przeanalizowano ponad 1700 stron internetowych notowanych spółek.

#### Laureaci Konkursu
I edycja Konkursu
- Strona spółki dużej: Bank Zachodni WBK
- Strona spółki średniej: APATOR SA
- Strona spółki małej: TETA SA
- Strona spółki debiutującej na giełdzie: MULTIMEDIA POLSKA SA

II edycja Konkursu
- Spółki należące do indeksów WIG20 i MWIG40: CIECH S.A.
- Spółki należące do indeksu sWIG80: ATM S.A.
- Spółki notowane nie należące do ww. indeksów: HTL-STREFA S.A.
- Spółki notowane na rynku alternatywnym NewConnect: EFICOM S.A.

III edycja Konkursu
- Spółki giełdowe należące do indeksów WIG20 i mWIG40: PBG S.A.
- Spółki należące do indeksu sWIG80: ATM S.A.
- Spółki notowane na GPW nie należące do ww. indeksów: MACROLOGIC S.A.
- Spółki notowane na rynku alternatywnym NewConnect: LUG S.A.

IV edycja Konkursu
- Spółki giełdowe należące do indeksów WIG20 i mWIG40: PBG S.A.
- Spółki należące do indeksu sWIG80: ATM S.A.
- Spółki notowane na GPW nie należące do ww. indeksów: FORTIS BANK POLSKA S.A
- Spółki notowane na rynku alternatywnym NewConnect: TELE POLSKA HOLDING S.A.
- Spółki zagraniczne notowane na GPW w tym na runku NewConnect: CINEMA CITY INTERNATIONAL S.A.